# Pagbalha Hutuktu

Pagbalha Geleg Namgyai, actuelle incarnation, rencontre le président Mao Zedong en 1956

Pagbalha Hutuktu (tibétain : འཕགས་པ་ལྷ་, Wylie : 'phags pa lha, THL : Pakpalha) est le nom d'une lignée d'incarnations de bouddha vivant du monastère Galden Jampaling de Chamdo, région autonome du Tibet, en république populaire de Chine.
L'actuelle et 11e « incarnation » est Pagbalha Geleg Namgyai, né à Litang en 1940, où il a été choisi comme réincarnation en 1942, est devenu membre actif du parti communiste chinois depuis le début de la création de la république populaire de Chine, en octobre 1949.

## Histoire
Ce titre a été reçu pour la première fois sous le règne de l'empereur Kangxi (1661 – 1722) de la dynastie Qing. Le monastère de Galden Jampaling conserve toujours le sceau de cuivre offert à la lignée de bouddha vivant durant le règne de Kangxi.

### Liste des Phagpa Lha
La liste est la suivante :
| Genération | Naissance | Intronisation | Décès  | Nom en chinois                   | Nom en tibétain                                                                                             | Image |
| ---------- | --------- | ------------- | ------ | -------------------------------- | --- | ----- |
| 1re        | 1439      | ——            | 1487   | 帕巴拉·德青多吉 (zh)             | Wylie : 'phags pa bde chen rdo rje, THL : Phagpa Dechen Dorje                                               |       |
| 2e         | 1507      | ？            | 1566   | 帕巴拉·帕巴桑吉 (zh)             | Wylie : sangs rgyas dpal, THL : Sanggye Pel                                                                 |       |
| 3e         | 1567      | ？            | 1604   | 帕巴拉·通娃顿垫 (zh)             | Wylie : mthong ba don ldan, THL : Tongwa Donden                                                             |       |
| 4e         | 1605      | 1608          | 1643   | 帕巴拉·帕巴曲吉加布 (zh)         | Wylie : chos kyi rgyal po, THL : Chokyi Gyelpo                                                              |       |
| 5e         | 1644      | 1645          | 1713   | 帕巴拉·甲娃甲措 (zh)             | Wylie : rgyal ba rgya mtsho, THL : Gyelwa Gyatso                                                            |       |
| 6e         | 1714      | 1716          | 1754   | 帕巴拉·帕巴济美丹贝甲措 (zh)     | Wylie : 'jigs med bstan pa'i rgya mtsho, THL : Jigme Tenpai Gyatso                                          |       |
| 7e         | 1755      | 1759          | 1794   | 帕巴拉·益西晋美巴丹邓巴贡布 (zh) | Wylie : 'jigs med bstan pa'i mgon po, THL : Jigme Tenpai Gonpo                                              |       |
| 8e         | 1795      | 1796          | 1847   | 帕巴拉·罗桑济美班垫丹贝尼玛 (zh) | Wylie : blo bzang 'jigs med dpal ldan bstan pa'i nyi ma, THL : Lobzang Jigme Pelden Tenpai Nyima            |       |
| 9e         | 1849      | 1852          | 1900   | 帕巴拉·阿旺罗桑济美丹贝坚参 (zh) | Wylie : ngag dbang blo bzang 'jigs med bstan pa'i rgyal mtshan, THL : Ngawang Lobzang Jigme Tenpai Gyeltsen |       |
| 10e        | 1901      | ？            | 1937   | 帕巴拉·洛桑土登米旁次成加村 (zh) | Wylie : blo bzang thub bstan mi pham tshul khrim rgyal mtshan, THL : Lobzang Tubten Mipam Tsultrim Gyeltsen |       |
| 11e        | 1940      | 1942          | En vie | 帕巴拉·格列朗杰                  | འཕགས་པ་ལྷ་དགེ་ལེགས་རྣམ་རྒྱལ་, Pagbalha Geleg Namgyai                                                              |       |